# Srčno popuščanje
Sŕčno popúščanje je bolezen srca, ki nastopi, ko srce več ni sposobno načrpati dovoljšnje količine krvi, da bi z njo oskrbelo celoten organizem. Do srčnega popuščanja lahko privedejo praktično vse bolezni srca, daleč najpogostejša vzroka pa sta zvišan krvni tlak (arterijska hipertenzija) in koronarna bolezen srca (zoženje koronarnih arterij, zaradi katerega srčna mišica ni zadostno prekrvljena). Med pogostejšimi vzroki so še bolezni srčnih zaklopk, alkohol, virusna obolenja srčne mišice (miokarditisi). Ko vzrok ni jasen oziroma je vrojen v posamezniku, govorimo o idiopatskih kardiomiopatijah, ki so bodisi dilatativne (razširjeno srce), hipertrofine (zadebeljeno srce) ali restriktivne (togo srce).  
Srce, ki popušča, ne zmore črpati s kisikom obogatene krvi iz pljuč po telesu; zato prihaja do zastoja krvi v pljučih in nezadostne prekrvljenosti preostalih organov. Zaradi zastoja krvi v pljučih bolniki tožijo o težki sapi, ki se lahko pojavlja ob naporu, pri resnejših oblikah srčnega popuščanja pa tudi v mirovanju. Bolniki pogosto lažje dihajo, če imajo dvignjeno vzglavje (t. im. ortopneja). Kri zastaja tudi v jetrih in nogah, kar se kaže z otekanjem. Zaradi nezadostne prekrvljenosti organov pa prihaja do opešanosti in hujšanja, tkiva, ki niso zadostno prekrvljena, pa začnejo sproščati t. im. nevrohormone in presnovke, ki dodatno poslabšujejo delovanje organizma. Bolezen pogosto spremljajo motnje električnega sistema srca, posledica česar so lahko motnje srčnega ritma, kar je smrtno nevarno.
Glede na izraženost težav lahko srčno popuščanje razdelimo na štiri stopnje; ker je razdelitev sprejelo Newyorško združenje za srce (NYHA), govorimo o funkcijskih razredih po NYHA, in sicer od I (bolnik je brez težav) do IV (bolnik ima težave v mirovanju).   
Zdravnik prepozna bolezen na osnovi temeljitega izpraševanja bolnika (anamneze) in pregleda. V pomoč so mu elektrokardiogram (EKG), rentgenska slika srca in pljuč ter natriuretični peptidi (hormoni, ki so povečani pri srčnem popuščanju). Poleg tega je pešanje srca treba objektivno potrditi, kar storimo z ultrazvokom srca, redkeje pa z invazivnim slikanjem prekata (ventrikulografijo) ali nuklearnim slikanjem (scintigrafijo) srčne mišice.
Zdravljenje zaobjema odstranitev ali omilitev vzroka za srčno popuščanje ter zdravila, ki blažijo težave in preprečujejo napredovanje bolezni. Če je vzrok zvišan krvni tlak, ga ustrezno uravnamo z zdravili. Če je vzrok koronarna bolezen, poskušamo izboljšati prekrvljenost srčne mišice - bodisi z zdravili bodisi tako, da zožene koronarne arterije razširimo od znotraj (perkutano) ali kirurško premostimo. Če je vzrok bolezen srčnih zaklopk, se lahko obolelo zaklopko kirurško zamenja ali popravi. Če je vzrok alkohol, je potrebna trajna in popolna vzdržnost.
Zdravila zoper srčno popuščanje omilijo ali povsem odstranijo težave, nekatera pa dodatno preprečujejo napredovanje bolezni in smrt. Težave omilimo lahko z diuretiki (odvajali za vodo) in nitroglicerinskimi učinkovinami (ki olajšajo težko sapo). Napredovanje bolezni pa preprečimo z zdravili, ki zavrejo škodljive nevrohormone - sem sodijo zaviralci angiotenzinske konvertaze (ACE-inhibitorji) in zaviralci angiotenzinskih receptorjev (sartani), zaviralci adrenergičnih receptorjev beta (blokatorji beta) ter spironolakton. Pri bolnikih, ki imajo težave navkljub zdravljenju ter potrjeno neskladno krčljivost srčnih prekatov (ki se ugotavlja z EKG-zapisom in ultrazvokom srca), lahko vstavijo poseben (t. im. dvoprekatni) srčni spodbujevalnik. 
Srčno popuščanje je kronični sindrom, ki se pogosto poslabša in neredko zahteva zdravljenje v bolnišnici. Med pogostejšimi vzroki za poslabšanje so lahko nedosledno jemanje zdravil, uživanje prevelikih količin tekočine (ki je srce ne more prečrpati), virusne in bakterijske okužbe, slabokrvnost. Odstranjevanje vzrokov za poslabšanje je ključen del oskrbe bolnikov s srčnim popuščanjem. 
Navkljub zdravljenju je umrljivost bolnikov s srčnim popuščanjem še vedno razmeroma velika.